# Associação Desportiva Independente Futebol Clube
A Associação Desportiva Independente Futebol Clube é uma agremiação brasileira dedicada exclusivamente ao futebol com sede na cidade de Simão Dias, no estado de Sergipe. Foi fundado em 25 de Maio de 2007 e suas cores são o preto e o amarelo.
Fez sua estreia em 2014 na Série A2 do Campeonato Sergipano. O clube manda seus jogos no Estádio Senador Albano Franco.

## História
Foi fundado em 25 de maio de 2007 pelo ex-jogador Mário Rocha, que hoje é o atual presidente da agremiação. Inicialmente, jogava competições amadoras do município de Simão Dias, profissionalizando-se apenas em 2014, para a disputa da Série A2 do Campeonato Sergipano, sendo o único estreante dentre os seis clubes que disputou o torneio.
Para a disputa, o Independente contratou o ex-volante Lima Sergipano para ser técnico da equipe na Série A2. Esta será a primeira experiência do ex-jogador de Bahia, Sport e Confiança como treinador de uma equipe de futebol.

## Últimas temporadas
Legenda:
| Campeão Vice-campeão | Rebaixado Acesso |